# 이길
이길은 대한민국의 가수다. 2017년 정규 앨범 《This Way》로 데뷔했다.

## 방송
- 가스펠스타C 1 (2011) - Top10

## 음반
- 가스펠스타C 시즌 1 '새로운 시작' (2012)
- This Way (2017)